# Alexa Demie
Alexa Demie Wilson Vanerstrom (Los Angeles, 11 dicembre 1990) è un'attrice e cantante statunitense.

## Biografia
Alexa Demie Wilson nasce a Los Angeles e viene cresciuta da sua madre, Rose Mendez, una truccatrice di origini messicane.

## Carriera
Tra il 2015 e il 2018, Alexa Demie appare in diverse serie televisive tra cui Ray Donovan (2016), Love (2018) e The OA (2019) e nei film Brigsby Bear (2017) e Mid90s (2018). Ottiene la fama internazionale nel 2019, con il ruolo di Maddy Perez nell'acclamata serie teen drama Euphoria, creata da Sam Levinson per HBO. Sempre nel 2019 recita nel film Waves - Le onde della vita.
Nel 2020 è una delle protagoniste del film Nessuno di speciale, diretto da Gia Coppola e presentato alla 77ª edizione della Mostra internazionale d'arte cinematografica di Venezia.

## Filmografia

### Cinema
- Brigsby Bear, regia di Dave McCary (2017)
- Mid90s, regia di Jonah Hill (2018)
- Waves - Le onde della vita (Waves), regia di Trey Edward Shults (2019)
- Nessuno di speciale (Mainstream), regia di Gia Coppola (2020)

### Televisione
- Ray Donovan – serie TV, 3 episodi (2016)
- Love – serie TV, episodi 3x02-3x03 (2018)
- The OA – serie TV, episodio 2x02 (2019)
- Euphoria – serie TV (2019-in corso)
- The Idol – serie TV, episodio 1x01 (2023) – cameo

### Videoclip musicali
- ATM Jam di Azealia Banks (2013)
- Stargazing di The Neighbourhood (2020)

## Discografia

### Singoli
- 2016 – Girl Like Me
- 2021 – Leopard Limo (Archive LL11)

## Doppiatrici italiane
Nelle versioni in italiano delle opere in cui ha recitato, Alexa Demie è stata doppiata da:
- Veronica Puccio in Euphoria, Waves - Le onde della vita